# 斯波爾丁 (內布拉斯加州)
斯波爾丁（英語：Spalding）是位於美國內布拉斯加州格里利縣的村。

## 人口
根據2020年美國人口普查的數據，斯波爾丁的面積為0.83平方千米，皆為陸地。當地共有人口408人，而人口密度為每平方千米492人。